# العلاقات البريطانية اليابانية
العلاقات البريطانية اليابانية هي العلاقات الثنائية التي تجمع بين المملكة المتحدة واليابان.

## مقارنة بين البلدين
هذه مقارنة عامة ومرجعية للدولتين:
| وجه المقارنة                                              | المملكة المتحدة                 | اليابان         |
| --------------------------------------------------------- | ------------------------------- | --------------- |
| المساحة (كم2)                                             | 242.50 ألف                      | 377.97 ألف      |
| عدد السكان (نسمة)                                         | 66.02 مليون                     | 126.79 مليون    |
| الكثافة السكانية (ن./كم²)                                 | 272.25                          | 335.45          |
| العاصمة                                                   | لندن                            | طوكيو           |
| اللغة الرسمية                                             | لغة إنجليزية، اللغة الويلزية    | اللغة اليابانية |
| العملة                                                    | جنيه إسترليني                   | ين ياباني       |
| الناتج المحلي الإجمالي (بليون دولار)                      | 2.62 تريليون                    | 4.87 تريليون    |
| الناتج المحلي الإجمالي (تعادل القوة الشرائية) بليون دولار | 2.72 تريليون                    | 5.18 تريليون    |
| الناتج المحلي الإجمالي الاسمي للفرد دولار أمريكي          | 43.88 ألف                       | 34.52 ألف       |
| الناتج المحلي الإجمالي للفرد دولار أمريكي                 | 40.23 ألف                       | 36.62 ألف       |
| مؤشر التنمية البشرية                                      | 0.907                           | 0.903           |
| رمز المكالمات الدولي                                      | +44                             | +81             |
| رمز الإنترنت                                              | .uk، .gb                        | .jp             |
| المنطقة الزمنية                                           | توقيت غرينيتش، توقيت غرب أوروبا | توقيت اليابان   |

## مدن متوأمة
في ما يلي قائمة باتفاقيات التوأمة بين مدن بريطانية ويابانية:
- ترتبط دربي مع تويوتا باتفاقية توأمة منذ 17 فبراير 1976.
- ترتبط لندن الكبرى مع طوكيو باتفاقية توأمة منذ 2000.[15][15][15][15]
- ترتبط لندن مع طوكيو باتفاقية توأمة منذ 2015.[16][16][17][17]
- ترتبط شفيلد مع كاواساكي باتفاقية توأمة منذ 1950.
- ترتبط برستل مع كوماموتو باتفاقية توأمة منذ 1947.
- ترتبط بوسطن مع هاكوسان باتفاقية توأمة منذ 1958.
- ترتبط Buckley, Flintshire [الإنجليزية]‏ مع موراتا [الإنجليزية]‏ باتفاقية توأمة.
- ترتبط إدنبرة مع كيوتو باتفاقية توأمة منذ 1954.[18][18][18][18]
- ترتبط ميدواي [الإنجليزية]‏ مع يوكوسوكا باتفاقية توأمة.
- ترتبط بورتسموث مع مايزورو باتفاقية توأمة منذ 1950.

## منظمات دولية مشتركة
يشترك البلدان في عضوية مجموعة من المنظمات الدولية، منها:
| علم المنظمة | اسم المنظمة                               | تاريخ انضمام المملكة المتحدة | تاريخ انضمام اليابان |
| ----------- | ----------------------------------------- | ---------------------------- | -------------------- |
|             | مجموعة العشرين                            | 26 سبتمبر 1999               | ?                    |
|             | منظمة التعاون الاقتصادي والتنمية          | 2 مايو 1961                  | ?                    |
|             | منظمة التجارة العالمية                    | 1995                         | ?                    |
|             | الاتحاد البريدي العالمي                   | ?                            | ?                    |
|             | مجموعة الثماني                            | ?                            | ?                    |
|             | الوكالة الدولية للطاقة                    | ?                            | ?                    |
|             | مجموعة الموردين النوويين                  | ?                            | ?                    |
|             | يونسكو                                    | 4 نوفمبر 1946                | 2 يوليو 1951         |
|             | الفريق المعني برصد الأرض                  | ?                            | ?                    |
|             | مؤسسة التمويل الدولية                     | 20 يوليو 1956                | 20 يوليو 1956        |
|             | المركز الدولي لتسوية المنازعات الاستشارية | 18 يناير 1967                | 16 سبتمبر 1967       |
|             | بنك التنمية الآسيوي                       | 1966                         | 1966                 |
|             | منظمة حظر الأسلحة الكيميائية              | ?                            | ?                    |
|             | مؤسسة التنمية الدولية                     | 24 سبتمبر 1960               | 27 ديسمبر 1960       |
|             | مجموعة أستراليا                           | 1985                         | 1985                 |
|             | نظام تحكم تكنولوجيا القذائف               | 1987                         | 1987                 |
|             | وكالة ضمان الاستثمار متعدد الأطراف        | 12 أبريل 1988                | 12 أبريل 1988        |
|             | الاتحاد الدولي للاتصالات                  | 24 فبراير 1871               | 29 يناير 1879        |
|             | منظمة الشرطة الجنائية الدولية             | ?                            | ?                    |
|             | الأمم المتحدة                             | 24 أكتوبر 1945               | 18 ديسمبر 1956       |
|             | البنك الدولي للإنشاء والتعمير             | 27 ديسمبر 1945               | 13 أغسطس 1952        |
|             | المنظمة الهيدروغرافية الدولية             | ?                            | ?                    |
|             | البنك الإفريقي للتنمية                    | ?                            | ?                    |

## أعلام
هذه قائمة لبعض الشخصيات التي تربطها علاقات بالبلدين:
- آنا هاشيموتو (1 يونيو 1989 – )
- باكي (6 مارس 1984[29] – )
- تاكاأكي كاتو (سياسي ياباني، 25 يناير 1860[30][31] – 28 يناير 1926[30][31][32])
- ساتوشي كانازاوا (16 نوفمبر 1962 – )
- شو ساساكي (لاعب كرة قدم ياباني، 2 أكتوبر 1989[33] – )
- كازوو إيشيغورو (8 نوفمبر 1954[34][35][36] – )
- لويس كوريهارا (6 ديسمبر 1994 – )
- مامورو شيجميتسو (29 يوليو 1887[37][38] – 26 يناير 1957[37][38])
- هاري سوجياما (20 يناير 1985 – )
- يوشيدا شيغه-رو (22 سبتمبر 1878[39][40][41] – 20 أكتوبر 1967[39][40][41])

## وصلات خارجية
- موقع وزارة الخارجية البريطانية
- موقع وزارة الخارجية اليابانية